# Tristramita
La tristramita és un mineral de la classe dels fosfats que pertany al grup de la rabdofana. Rep el nom de Tristram, una figura medieval de la llegenda artúrica i possible resident a la zona on va ser descoberta.

## Característiques
La tristramita és un fosfat de fórmula química (Ca,U,Fe)(PO₄,SO₄)·2H₂O. Va ser aprovada com a espècie vàlida per l'Associació Mineralògica Internacional l'any 1982, sent publicada per primera vegada un any després. Cristal·litza en el sistema hexagonal. La seva duresa a l'escala de Mohs es troba entre 3 i 4.
Segons la classificació de Nickel-Strunz, la tristramita pertany a «02.CJ: Fosfats sense anions addicionals, amb H₂O, només amb cations de mida gran» juntament amb els següents minerals: estercorita, mundrabil·laïta, swaknoïta, nabafita, nastrofita, haidingerita, vladimirita, ferrarisita, machatschkiïta, faunouxita, rauenthalita, brockita, grayita, rabdofana-(Ce), rabdofana-(La), rabdofana-(Nd), smirnovskita, ardealita, brushita, churchita-(Y), farmacolita, churchita-(Nd), mcnearita, dorfmanita, sincosita, bariosincosita, catalanoïta, guerinita i ningyoïta.

## Formació i jaciments
Va ser descoberta a Wheal Trewavas, a la loaclitat de Rinsey (Cornualla, Anglaterra). També ha estat descrita en altres indrets de la Cornualla britànica, així com al dipòsit d'urani número 2082 de la ciutat d'Erenhot, a Mongòlia Interior (República Popular de la Xina).